# Chorągiew Podkarpacka ZHP
Chorągiew Podkarpacka ZHP – jednostka terenowa Związku Harcerstwa Polskiego, obejmująca województwo podkarpackie.
Bohaterem chorągwi jest małżeństwo twórców polskiego harcerstwa – Olga i Andrzej Małkowscy.

## Historia

### Początki harcerstwa na Podkarpaciu
Pierwsze wzmianki o działalności skautingu na Podkarpaciu pochodzą z 1910, kiedy uczeń gimnazjum Antoni Froń założył w Sanoku drużynę harcerską. Drużyna nosiła imię hetmana Stefana Żółkiewskiego i istniała do 1949. W sierpniu 1911 powstała pierwsza drużyna w Bieczu, przekształcona z Drużyny Bartoszowej, a w listopadzie tego roku – najstarsza drużyna skautek, prowadzona przez Zofię Chrzanowską w seminarium nauczycielskim w Sanoku, drużyny skautowe w Przemyślu (I im. Dezyderego Chłapowskiego i II im. Kazimierza Pułaskiego) oraz I drużyna im. Dionizego Czachowskiego w Jarosławiu.
5 listopada 1911 w Olszynce pod Rzeszowem gawędę przy ognisku wygłosił Andrzej Małkowski, a jednym z obecnych tam skautów był tam Stanisław Bytnar – ojciec Jana Bytnara „Rudego”, harcerza Szarych Szeregów, odbitego w Akcji pod Arsenałem. W kolejnych tygodniach Małkowski uczestniczył w cyklu spotkań z młodzieżą w Rzeszowie, Sanoku, Przemyślu i Jarosławiu. W sierpniu 1912 w Żółkowie k. Jasła zorganizowano skautowy kurs instruktorski dla członków organizacji Eleusis, w którym uczestniczyli Andrzej Małkowski i Olga Drahonowska.
Już przed 1914 działała 1 rzeszowska drużyna harcerska, której później nadano imię Józefa Piłsudskiego, rozwiązana po wybuchu I wojny światowej, gdy wielu jej harcerzy odeszło do Legionów lub zostało powołanych do austriackiego wojska. Ponownie powoływana i kilkakrotnie rozwiązywana; jej członkowie, podobnie jak harcerze z Jarosławia i Przemyśla, uczestniczyli w 1918 w obronie Lwowa, niektórzy z nich zginęli. Z kolei harcerki w latach 1914–1918 organizowały pomoc sanitarną dla walczących na froncie żołnierzy Legionów, pełniły służbę kurierską i wywiadowczą. Harcerze rzeszowskiej „Jedynki” utworzyli w lipcu 1920 Ochotnicze Pogotowie Harcerskie.

### Okres międzywojenny
Jeszcze przed 1920 działały drużyny harcerskie w Rzeszowie, Bieczu, Dębicy, Jarosławiu, Mielcu, Przemyślu, Tarnobrzegu i Zagórzu. W 1918 utworzono Komendę Okręgu Przemyskiego, obejmującą również Jarosław. W latach 30. w składzie Hufca Przemyskiego znajdowały się również drużyny z Radymna, Dobromila, Nowego Miasta, Niżankowic i Dubiecka.
Oprócz drużyn Związku Harcerstwa Polskiego powstały na Podkarpaciu w 1921-1924 pierwsze drużyny Wolnego Harcerstwa, a od 1926 – również Czerwonego Harcerstwa TUR.
W ośrodkach lotnictwa szybowcowego w Bezmiechowej i Ustjanowej oraz na lotnisku sportowym w Krośnie prowadzono liczne harcerskie obozy szkolenia szybowcowego.

### Okres okupacji
Latem 1939 w Bieczu, Dębicy, Jarosławiu, Lubaczowie, Łańcucie i Przemyślu zorganizowali Pogotowie Harcerzy i Harcerek. Od chwili wybuchu II wojny światowej uczestniczyli w obronie przeciwlotniczej i w walkach zbrojnych. W powiecie tarnobrzeskim i mieleckim działała grupa byłych harcerzy, która wsławiła się akcją odbijania więźniów w Opatowie. W Rzeszowie, Dębicy, Jarosławiu, Jaśle, Krośnie, Łańcucie, Mielcu, Nisku, Przemyślu, Stalowej Woli i Tarnobrzegu działały grupy Szarych Szeregów. Harcerze pełnili służbę wywiadowczą i sanitarną, prowadzili akcje małego sabotażu. Konspiracyjna drużyna z Niebylca uczestniczyła w akcji odbicia więźniów w Jaśle.

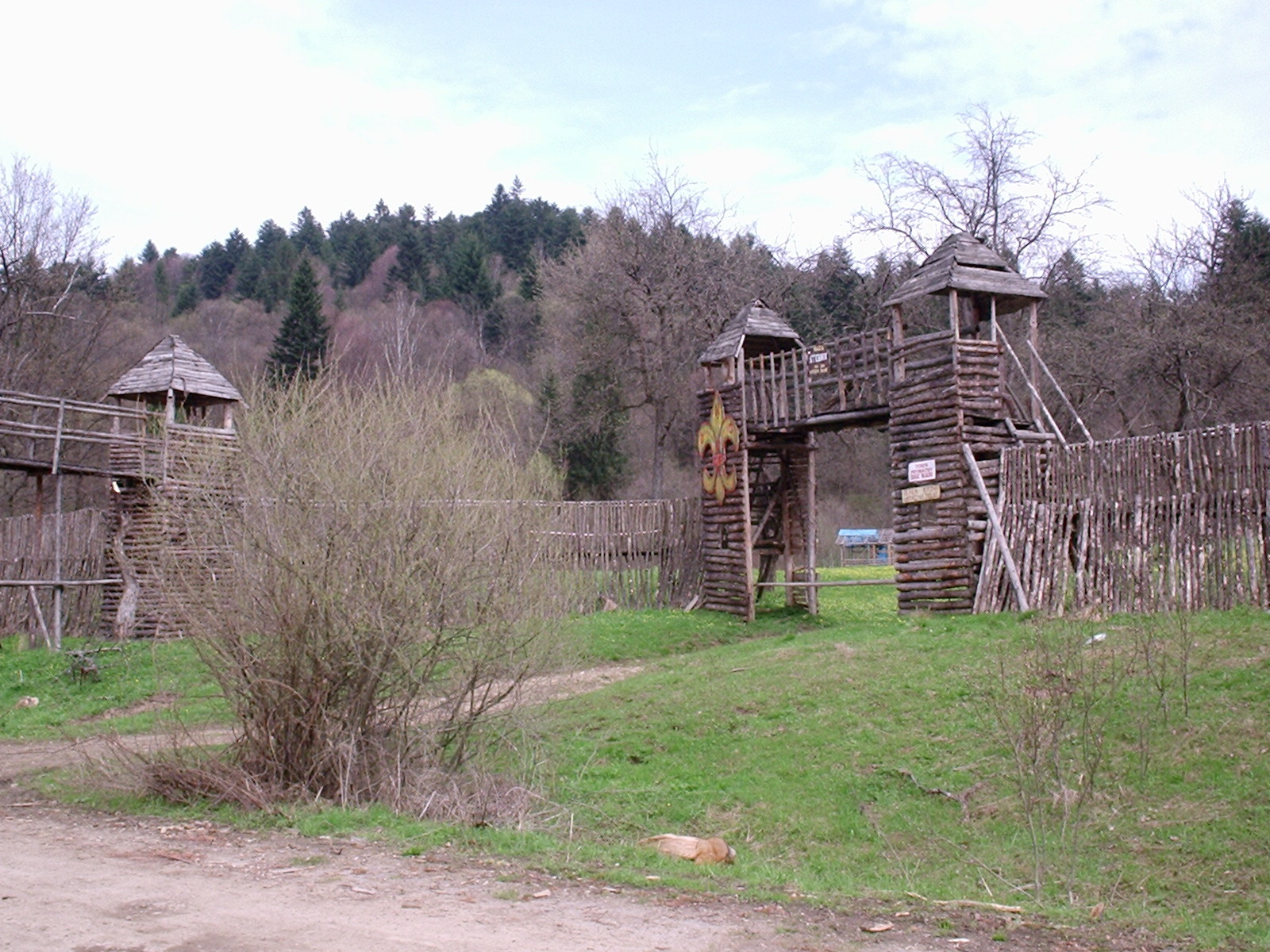
Stanica harcerska w Stebniku w Bieszczadach, pamiętająca czasy akcji „Bieszczady-40”

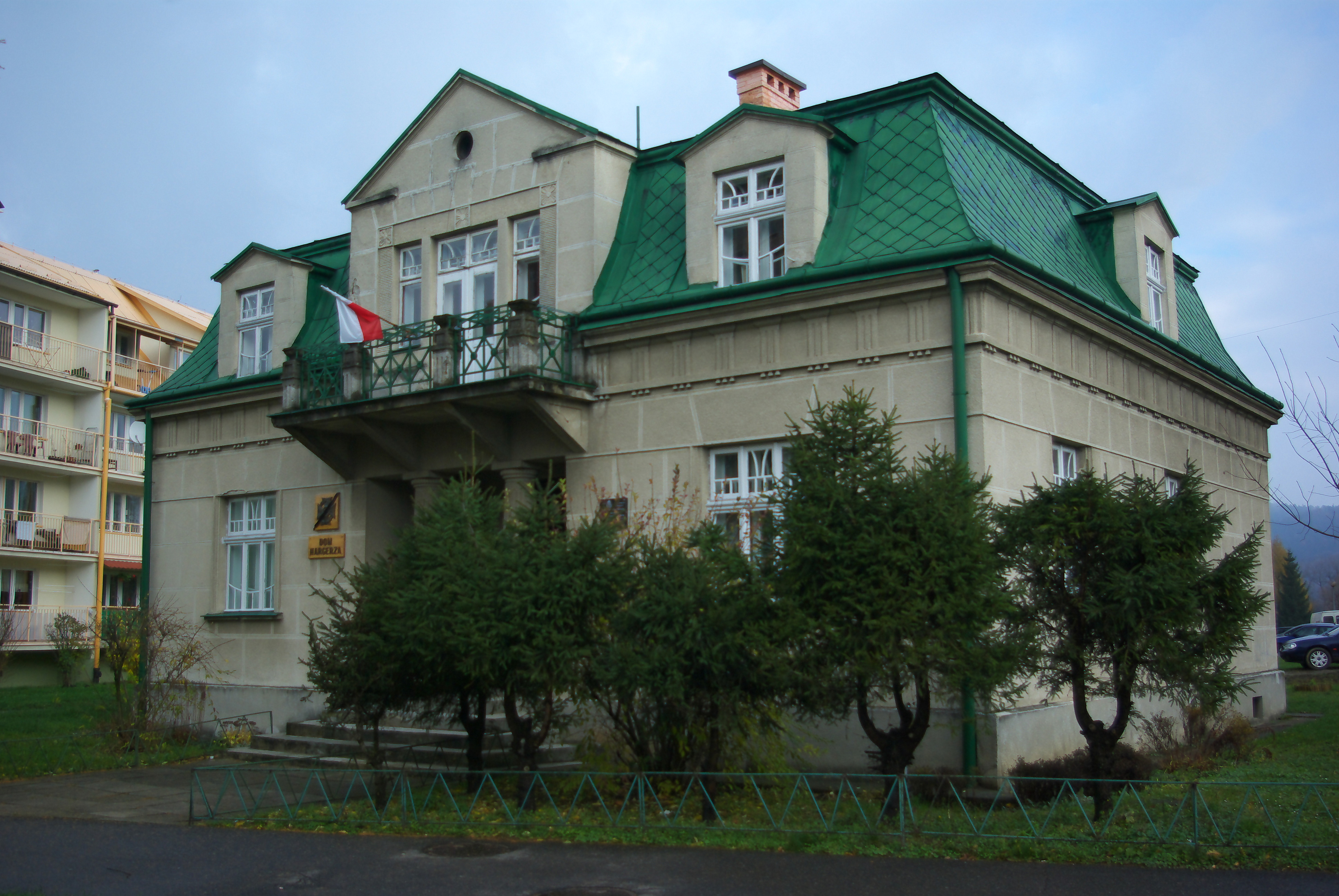
Dom Harcerza w Sanoku – siedziba komendy hufca

### Okres powojenny
Po wojnie struktury podkarpackiego harcerstwa organizowano od 1944, w listopadzie powołano, jako pierwszą w kraju, Rzeszowską Chorągiew Harcerzy z komendantem Stanisławem Nowakowskim. W kwietniu 1945 utworzono Rzeszowską Chorągiew Harcerek, początkowo z siedzibą w Stalowej Woli. Pierwsze komendy hufców w 1944–1945 powstały w Rzeszowie, Dębicy (z siedzibą w Ropczycach), Strzyżowie i Tarnobrzegu, kolejne w Mielcu, Nisku, Krośnie, Łańcucie, Jarosławiu, Przemyślu, Stalowej Woli, Sanoku, Kolbuszowej, Przeworsku, Lesku, Dynowie, Rozwadowie i Gorlicach. W Szymbarku k. Gorlic powstał ośrodek kształcący instruktorów. W 1947 na obszarze ówczesnego województwa działało ok. 7 tys. harcerzy i harcerek w 270 drużynach.
Po rozwiązaniu ZHP i jego reaktywowaniu Naczelnik ZHP w rozkazie z 1 stycznia 1957 ponownie powołał Chorągiew Rzeszowską. Odnowa harcerstwa sprzyjała zacieśnieniu istniejącej od dawna współpracy między hufcami w Przemyślu, Jarosławiu i Radymnie, które podpisały tzw. Trójprzymierze Starych Grodów.
W kolejnych latach w chorągwi prowadzono akcje szkoleniowe i duże kampanie programowe: HALMS – „Bieszczady” i kolejne akcje związane z zagospodarowywaniem Bieszczadów. Podkarpackie harcerstwo w dużym stopniu poddawano komunistycznej indoktrynacji: w 1961 Główna Kwatera ZHP nadała chorągwi sztandar i imię gen. Karola Świerczewskiego, odtąd przez wiele lat w drużynach chorągwi organizowano „Dni Walterowskie”. Od 1967 odbywały się coroczne Lipcowe Spotkania Przyjaciół z młodzieżą organizacji pionierskich krajów socjalistycznych, w 1968 w Mielcu odbyły się I Centralne Manewry Techniczno-Obronne, w 1969 w Ustrzykach Dolnych – zlot młodzieży harcerskiej z obozów bieszczadzkich i przedstawicieli organizacji pionierskich, zorganizowany z okazji 25-lecia PRL i 10-lecia Harcerskiej Służby Bieszczadom, w 1970 w Rzeszowie odbył się III Zlot Chorągwi z okazji zakończenia akcji „Iskra-70” poświęconej 100. rocznicy urodzin Włodzimierza Lenina.
W latach 70. rozwijała się specjalność Harcerskiej Służby Granicznej oraz wodna, organizowano obozy żeglarskie w Polańczyku nad Jeziorem Solińskim. Uruchomiono ośrodek szkoleniowo-wypoczynkowy chorągwi w Ustrzykach Dolnych.
Chorągiew Rzeszowska w 1970 skupiała 125 tys. członków ZHP, w 1973 w jej skład wchodziły 23 hufce: Brzozów, Dębica, Gorlice, Jarosław, Jasło, Kolbuszowa, Krosno, Lesko, Leżajsk, Lubaczów, Łańcut, Mielec, Nisko, Przemyśl, Przeworsk, Rzeszów-miasto, Rzeszów-powiat, Ropczyce, Sanok, Stalowa Wola, Strzyżów, Tarnobrzeg i Ustrzyki Dolne.
W 1975 wraz z wprowadzeniem nowego podziału administracyjnego kraju z dotychczasowej Chorągwi Rzeszowskiej powstały 4 chorągwie: Krośnieńska, Przemyska, Rzeszowska i Tarnobrzeska (ponadto Hufiec Dębica włączono do Chorągwi Tarnowskiej, a część Hufca Gorlice – do Chorągwi Nowosądeckiej):
- Chorągiew Krośnieńska liczyła w 1976 40,4 tys. harcerek i harcerzy, w jej skład wchodziło wówczas 14 hufców (w 1977 – 36 hufców). W 1978 przyjęła imię Ignacego Łukasiewicza i otrzymała sztandar. Odtąd harcerze tego regionu uczestniczyli w przedsięwzięciach programowych związanych z bohaterem, m.in. w rajdach „Szlakami przemysłu naftowego”, chorągiew objęła też patronat nad skansenem przemysłu naftowego w Bóbrce. Powstał ośrodek żeglarski chorągwi nad Jeziorem Myczkowskim[1].
- Chorągiew Przemyska skupiała w 1975 37,2 tys. członków ZHP, w 1980 – 41,7 tys., w 1984 – 25,5 tys. W 1984 składała się z 10 hufców. W dniu 9 maja 1981 chorągiew ta przyjęła imię gen. Zygmunta Berlinga. W Chorągwi Przemyskiej działało wiele zespołów artystycznych, m.in. harcerska orkiestra dęta, założona w 1946 i reaktywowana w 1959[2].
- Chorągiew Rzeszowska w 1976 liczyła 58,7 tys. harcerek i harcerzy, w 1984 – 35,3 tys. w 12 hufcach[3].
- Chorągiew Tarnobrzeska skupiała w 1984 37,9 tys. członków w 8 hufcach. Na zlocie w 1977 otrzymała imię Bohaterów Porytowego Wzgórza[4].

W 1981 odbywały się uroczystości 70-lecia ZHP i powstania pierwszych drużyn skautowych. W hufcach Przemyśl i Jarosław zorganizowano wystawy i spotkania oraz wmurowano tablice pamiątkowe.
W latach 1986–1989 komendantem Chorągwi Rzeszowskiej był hm. Krzysztof Grzebyk, który następnie w 1989-1990 pełnił funkcję Naczelnika ZHP.

## Hufce
W skład chorągwi wchodzą hufce:
- Hufiec Brzozów
- Hufiec Dębica im. Dębickich Szarych Szeregów
- Hufiec Jarosław im. Czesławy „Baśki” Puzon
- Hufiec Jasło im. Rodziny Madejewskich
- Hufiec Kolbuszowa im. Janka Bytnara „Rudego”
- Hufiec Krosno im. Jana i Stanisława Magurów
- Hufiec Bieszczadzki Lesko im. Wincentego Pola
- Hufiec Leżajsk
- Hufiec Lubaczów im. ks. Wiktora Haasa-Paneckiego
- Hufiec Łańcut im. płk. Leopolda Lisa-Kuli
- Hufiec Mielec im. Antoniny Gębicowej
- Hufiec Nisko im. Szarych Szeregów
- Hufiec Rzeszów im. gen. Stanisława Maczka
- Hufiec Lasowiacki Stalowa Wola im. Powstańców Styczniowych
- Hufiec Tarnobrzeg im. oddziału partyzanckiego „Jędrusie”
- Hufiec Ziemi Pilźnieńskiej im. Aleksandra Kamińskiego z siedzibą w Pilźnie
- Hufiec Ziemi Przemyskiej im. Orląt Przemyskich z siedzibą w Przemyślu
- Hufiec Ziemi Sanockiej im. ks. hm. Zdzisława Peszkowskiego z siedzibą w Sanoku